# Lijauri
Lijauri (en georgiano: ლიხაური) es un pueblo de Georgia ubicado en el sur de la región de Guria, siendo parte del municipio de Ozurgueti.

## Geografía
Lijauri está situado en el valle del Achistskali, a 5 kilómetros de Ozurgueti. 

## Historia
En la Edad Media Lijauri fue el centro del principado de Guria.Aquí se encontraban el palacio de verano del eristavi y la iglesia de entrada, así como la fortaleza de Lijauri, que Vajushti de Kartli menciona en sus escritos. El fuerte controlaba las carreteras procedentes de Baja Guria y tenía una importancia estratégica.
En el pueblo vivían los nobles Takaishvili, Beburishvili y Gogolishvili. En el siglo XIX, Likhauri y sus alrededores producían vinos con las variedades de uva sakmela y atenuri.
Durante la época soviética, en Lijauri se cultivaban avellanas y en 1964 se construyó una fábrica de té.

## Demografía
La evolución demográfica de Lijauri entre 2002 y 2014 fue la siguiente:
| 2542                                            | 535 | 952 |
| (Fuente: Population of Georgia in Soviet times) |     |     |

Según el censo de 2014, los georgianos constituían el 98,9% de la población y los rusos, el 0,5%.

## Infraestructura

### Arquitectura, monumentos y lugares de interés
El pueblo de Lijauri es conocido por la iglesia del mismo nombre y también hay una fortaleza cerca de Lijauri, ambos del siglo XII. El museo de Ekvtime Takaishvili está ubicado en Lijauri, inaugurado en 2010 y con cuatro salas de exposiciones.

### Educación
Hay una escuela pública y una biblioteca en el pueblo.

### Transporte
Lijauri está conectado con Kvemo Makvaneti. 

## Personas ilustres
- Ekvtime Takaishvili (1862-1953): historiador y arqueólogo georgiano que también fue miembro de la Asamblea Constituyente de Georgia.
- Alexandre Tsutsunava (1881-1955): director de cine y teatro georgiano.

## Galería

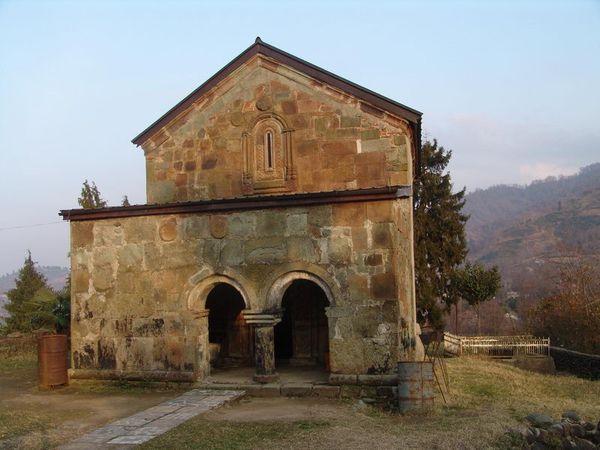
Iglesia de Lijauri
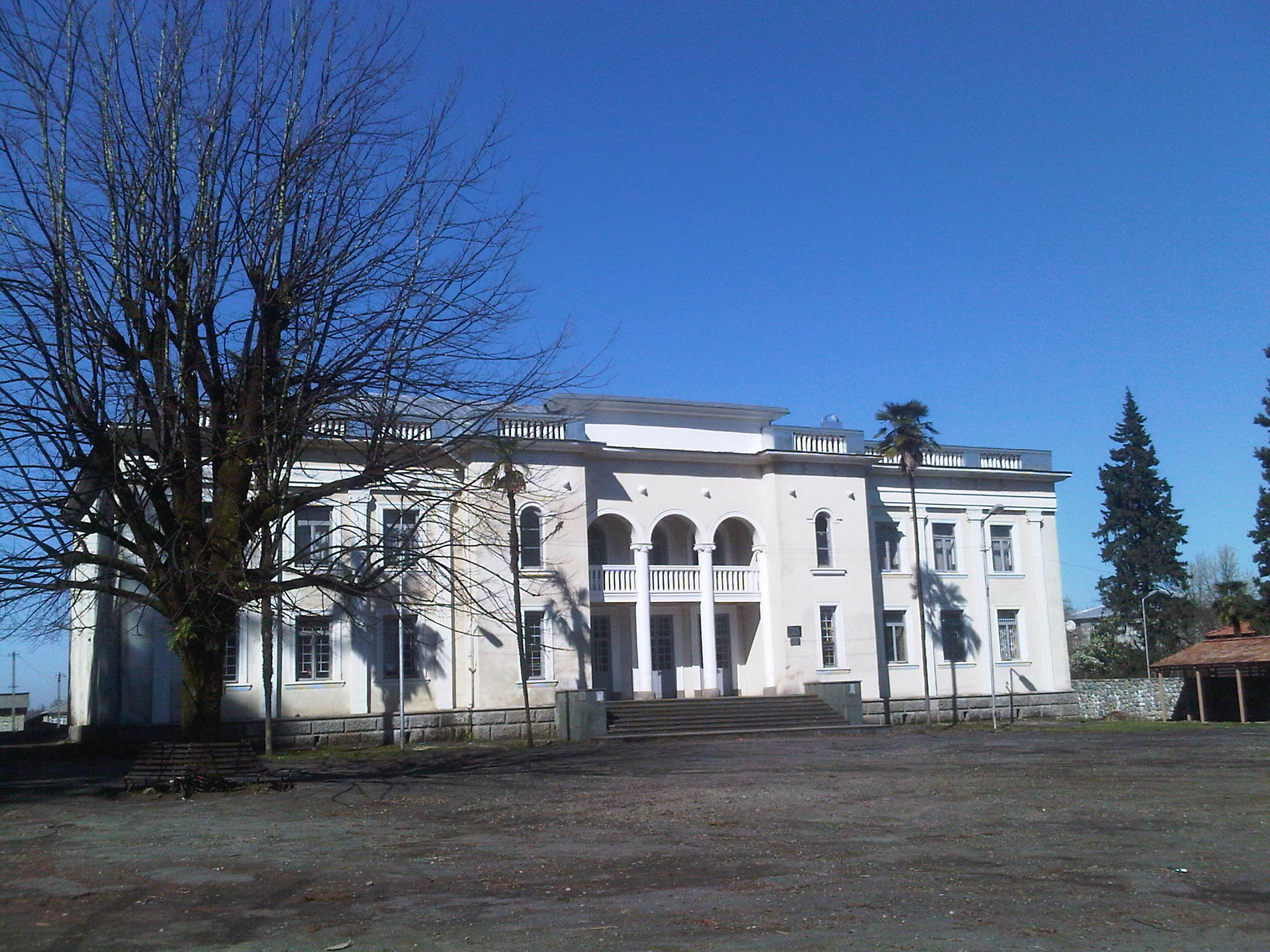
Casa de la cultura y edificio administrativo
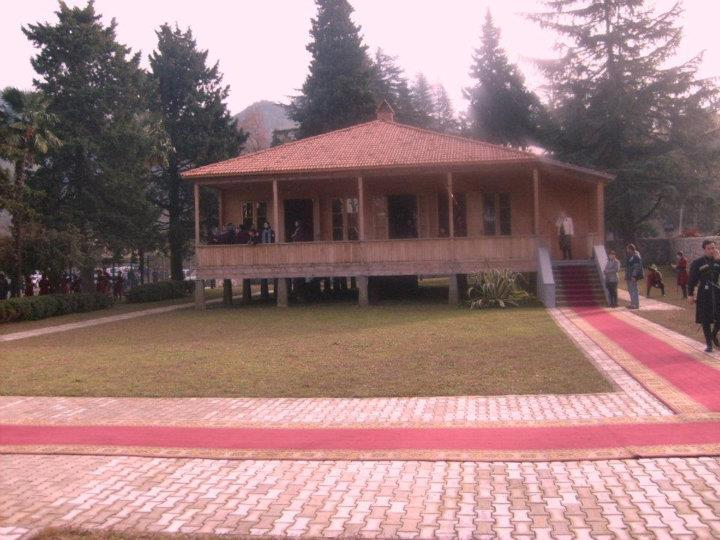
Museo de Ekvtime Takaishvili
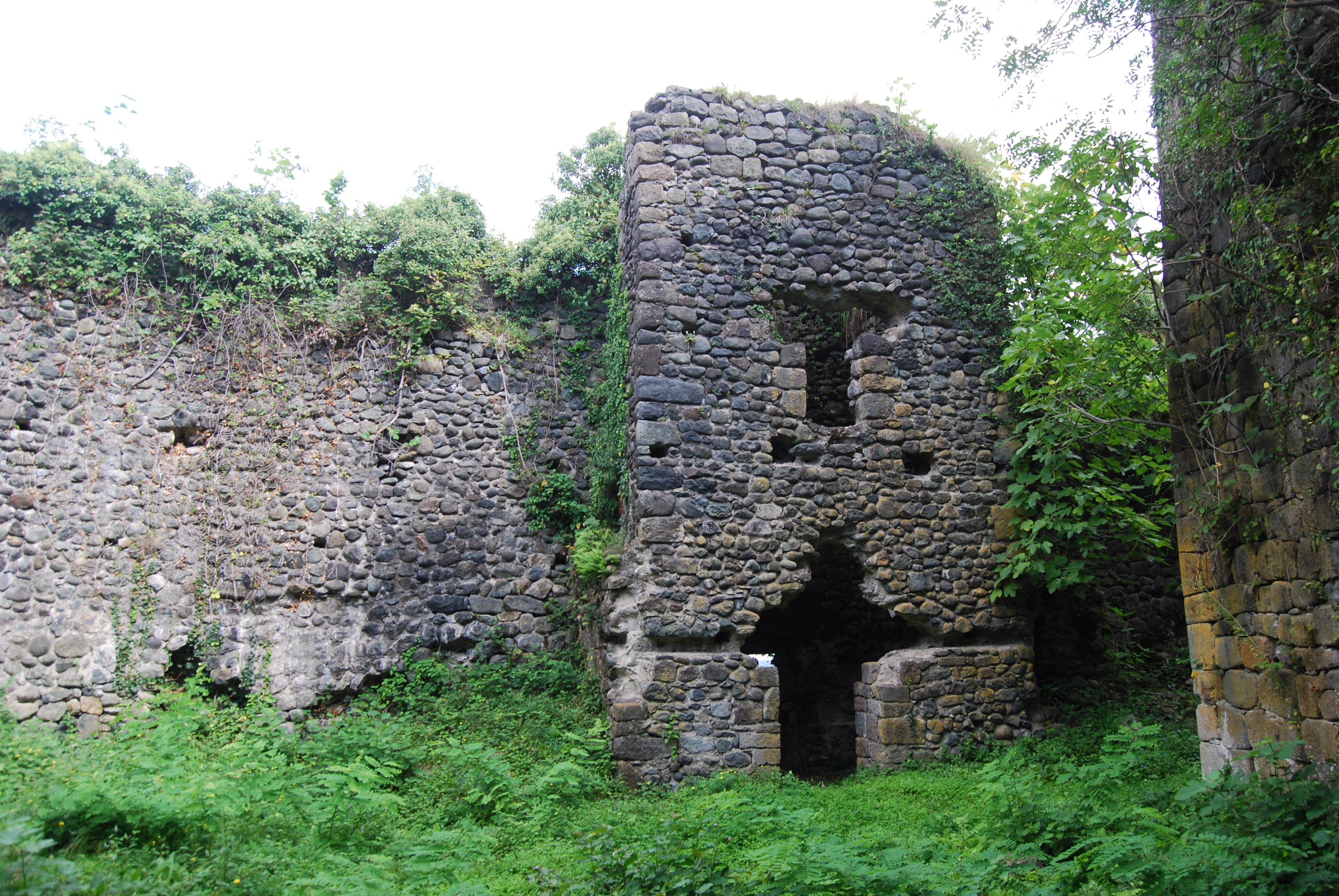
Interior de la fortaleza de Lijauri